# Crist Redemptor de Rio de Janeiro
El Crist Redemptor (en portuguès Cristo Redentor), és una estàtua de Crist situada a la ciutat brasilera de Rio de Janeiro. Representa la fe i la compassió dels carioques i és l'escultura Art déco més gran del món.
Està situada al cim del Mont Corcovado al Parc Nacional de Tijuca, a 710 metres sobre el nivell del mar. Té una alçada total de 38 metres, un pes de 1200 tones, i és feta de pedra sabonosa i formigó. Un dels dos braços és més curt que l'altre perquè pugui resistir vents de fins a 150 km/h. S'hi pot arribar a peu pujant un total de 220 esglaons fins a la base de l'estàtua o bé en automòbil, tren, ascensor i escala mecànica. L'interior de l'estàtua està buit. Una escala metàl·lica permet desplaçar-se per un total de 12 pisos per fer-hi tasques de manteniment.
El primer a proposar la construcció d'un monument al cim del Corcovado va ser el sacerdot Pierre-Marie Boss l'any 1859, pensant en un homenatge a la princesa Isabel de Brasil. Aquesta proposta no va prosperar, però l'any 1920 el Círculo Católico de Río de Janeiro va recuperar la idea de construir un monument per commemorar el primer centenari de la independència de Brasil. L'any 1921 es va organitzar un concurs on es va escollir la proposta artística de Carlos Oswall i a l'enginyer Heitor da Silva Costa per desenvolupar el projecte. L'estàtua va ser inaugurada l'any 1931 després de 5 anys de construcció a França i el seu posterior trasllat a Brasil.
A part d'Heitor da Silva Costa, encarregat de supervisar tot el projecte, en la construcció hi van participar l'enginyer Albert Caquot i el mestre d'obres Heitor Levy. Pel que fa a la part escultòrica, la van desenvolupar diversos artistes, entre d'altres el romanès Gheroghe Leonida i el polonès-francès Paul Landowski.
A nivell simbòlic l'estàtua consisteix en una representació de Crist ressuscitat, ja que es mostra amb els braços oberts en forma de creu i ferides de crucifixió a les mans. També porta una petita corona d'espines. També s'exhibeix el cor de Jesús dins el pit i es creu que a dins s'hi va guardar un petit recipient de vidre que conté un pergamí amb els arbres genealògics del mestre d'obres Hector Levy i l'enginyer fiscal Pedro Fernandes.
El juliol del 2007 l'estàtua va ser escollida com una de les set meravelles del món modern en un concurs promogut per l'empresa suïssa New 7 Wonders Foundation.

## Ubicació
L'estàtua del Crist Redemptor està situada a set-cents metres sobre el nivell del mar i es localitza a la ciutat de Rio de Janeiro, Brasil, al cim del Turó del Corcovado al parc nacional de la Tijuca. Pot ser vista des de gairebé tots els llocs de Rio de Janeiro.

## Història

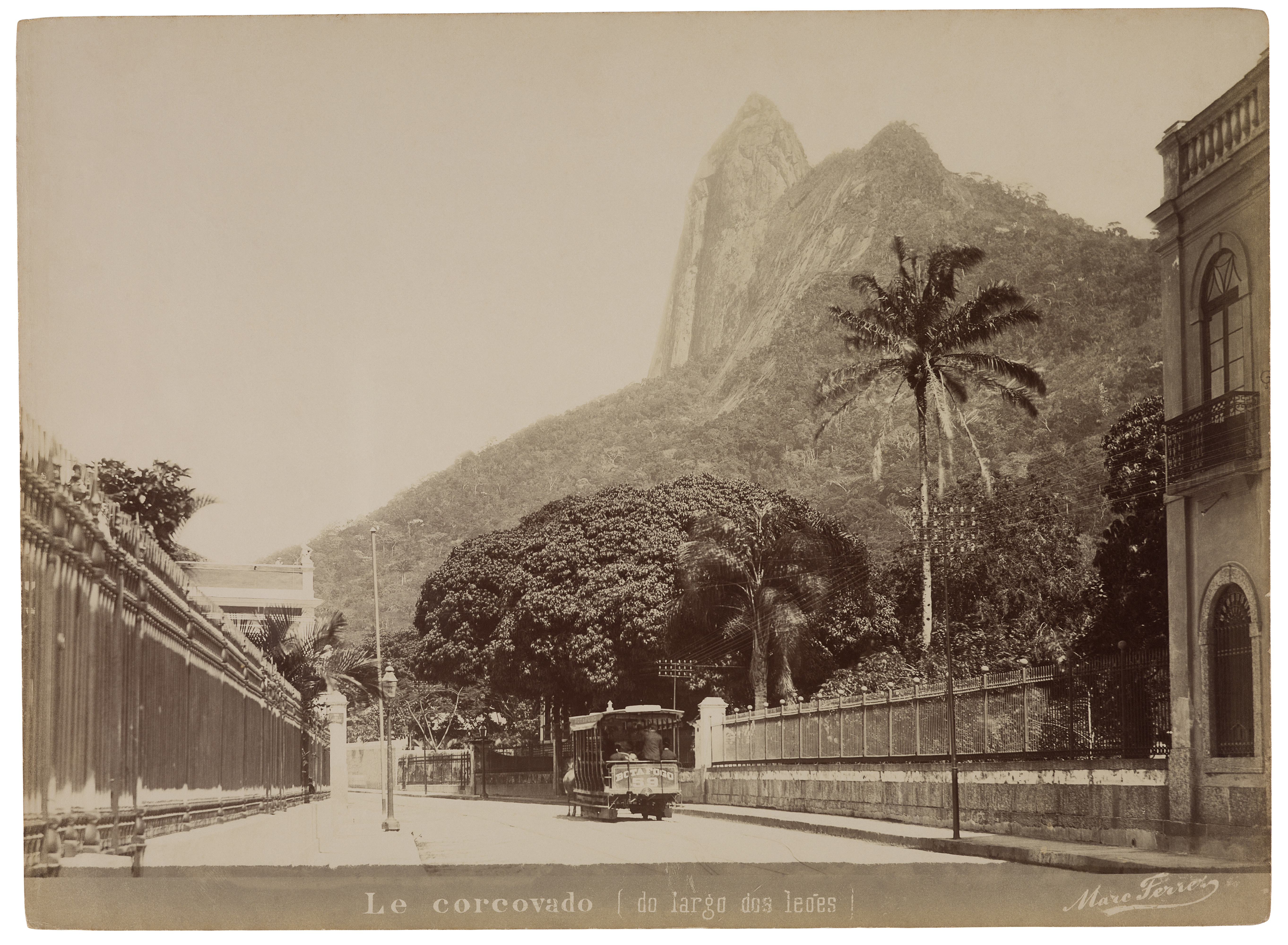
Una vista del Corcovado abans de la construcció, segle XIX

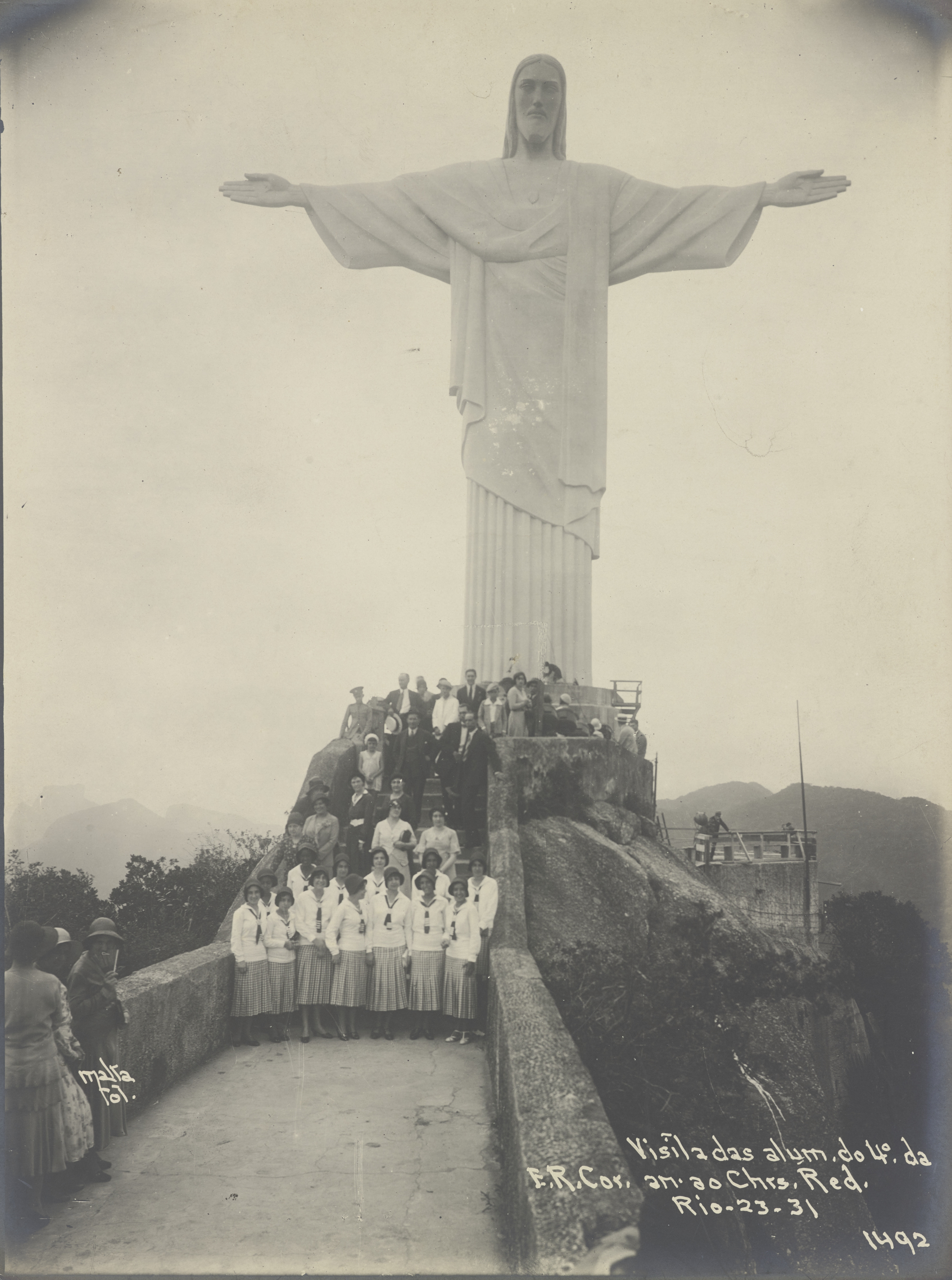
El Crist en la dècada de 1930

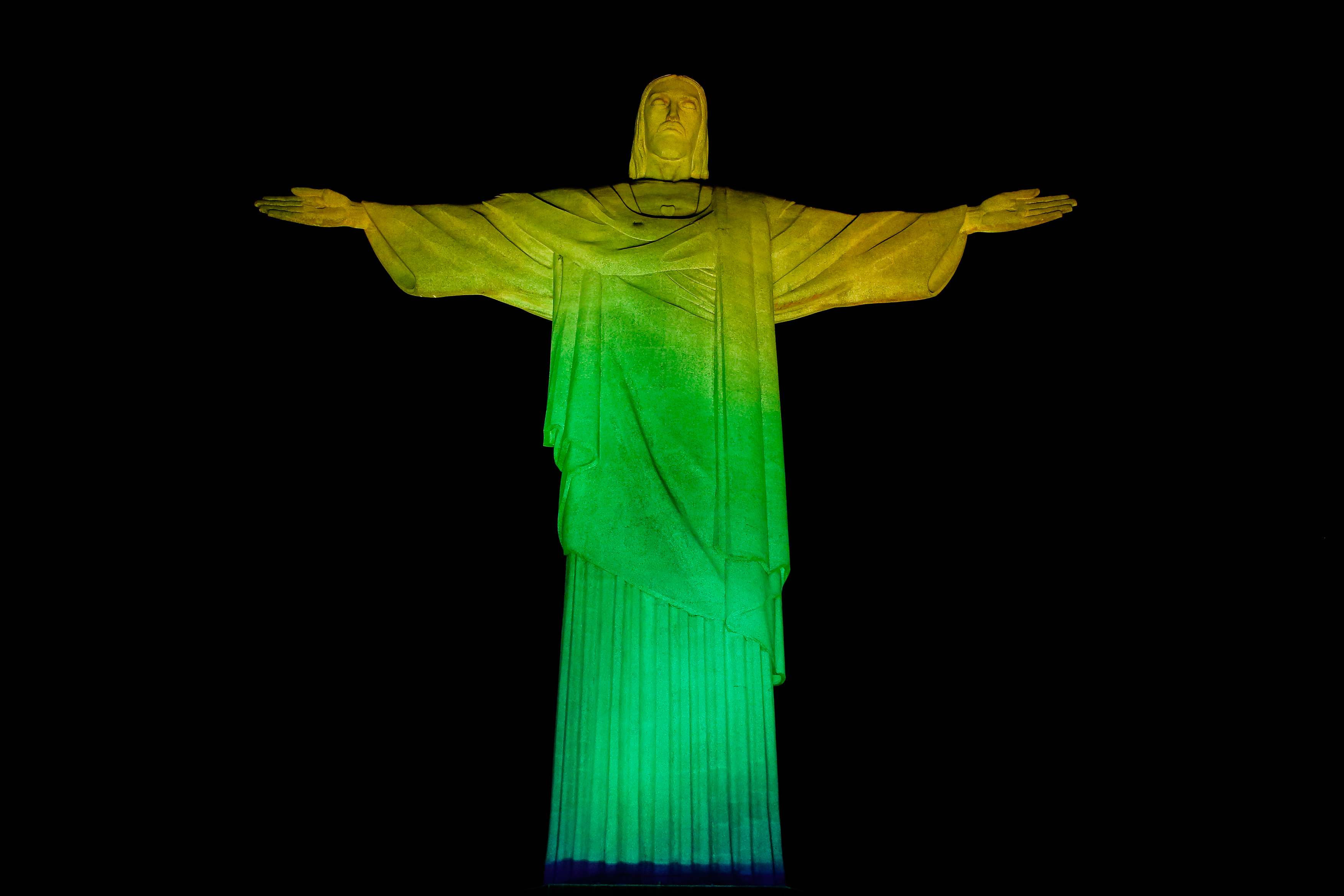
L'estàtua s'il·lumina en els colors de la bandera del Brasil

El sacerdot de la Congregació de la Missió Pedro Maria Boss va suggerir per primera vegada col·locar un monument cristià al Mont Corcovado a mitjans de la dècada de 1850 en honor a la princesa Isabel, regent del Brasil i la filla de l'emperador Pedro II, però el projecte no va ser aprovat. El 1889, el país es va convertir en una república, i a causa de la separació de l'església i l'estat, l'estàtua proposada va ser rebutjada.
Abans de 1921, el mirador al Turó del Corcovado ja era un dels atractius turístics de Rio de Janeiro, incloent el Ferrocarril del Corcovado, que havia estat inaugurat el 1884 per l'emperador Pere II del Brasil.
El Cercle Catòlic de Rio va fer una segona proposta per a una estàtua de referència a la muntanya el 1920. El grup va organitzar un esdeveniment anomenat Semana do Monumento per atreure donacions i recollir signatures per donar suport a la construcció de l'estàtua. L'organització estava motivada pel que percebien com a desgraciat en la societat. Les donacions provenien principalment de catòlics brasilers. Els dissenys considerats per a l'"Estat del Crist" incloïen una representació de la creu cristiana, una estàtua de Jesús amb un globus a les mans, i un pedestal que simbolitza el món. Es va escollir l'estàtua de Crist Redemptor amb els braços oberts, un símbol de pau.
L'enginyer local Heitor da Silva Costa i l'artista Carlos Oswald van dissenyar l'estàtua. L'escultor francès Paul Landowski va crear l'obra.
El 1922, Landowski va encarregar l'escultor romanès Gheorghe Leonida, que va estudiar escultura al Conservatori de Belles Arts de Bucarest i Itàlia. Leonida va estudiar escultura al Conservatori de Belles Arts de Bucarest i després de completar la seva formació amb tres anys d'estudis a Itàlia, va guanyar un premi per l'escultura Réveil (en francès Despertar). Després d'això, es va traslladar a París, on, per la seva obra Le Diable (en francès El Diablo), va tornar a ser guardonat amb un premi. Després d'adquirir fama a França com a retratista, va ser inclòs per Paul Landowski al seu equip per treballar en el Crist Redemptor a partir del 1922.
Un grup d'enginyers i tècnics van estudiar les propostes de Landowski i van construir l'estructura de formigó armat (dissenyat per Albert Caquot) en lloc de l'acer ja queera més adequat per a l'estàtua en forma de creu. El formigó que formava la base va ser subministrat des de Limhamn, Suècia. Les capes exteriors són de pedra de sabó, escollides per les seves qualitats perdurables i facilitat d'ús. La construcció va durar nou anys, des de 1922 fins a 1931, i va costar l'equivalent de 250.000 dòlars (equivalent a 4.100,000 dòlars el 2022) i el monument va obrir el 12 d'octubre de 1931. Durant la cerimònia d'obertura, l'estàtua va ser encesa per una bateria de llums enceses remotament per l'inventor de ràdio d'ona curta italià Guglielmo Marconi, a 9.200 quilòmetres de distància a Roma, però a causa del mal temps, els llums van ser activats en el lloc.
L'octubre de 2006, en el 75è aniversari de la finalització de l'estàtua, el cardenal Eusébio Oscar Scheid, arquebisbe de Rio, va consagrar una capella, anomenada així en honor al sant patró del Brasil, la Mare de Déu de l'Aparició, sota l'estàtua, permetent als catòlics celebrar allà bateigs i casaments.
El llamp va colpejar l'estàtua durant una violenta tempesta el 10 de febrer de 2008, causant alguns danys als dits, el cap i les celles. El govern de l'estat de Rio de Janeiro va iniciar un esforç de restauració per reemplaçar algunes de les capes de pedra de sabó exteriors i reparar els llamps de l'estàtua. Un llamp el va tornar a danyar el 17 de gener de 2014, arrencant un dit de la mà dreta.
En referència a la celebració habitual del davanter brasiler Ronaldo dels dos braços, la companyia de pneumàtics Pirelli va publicar un anunci el 1998 en què va substituir l'estàtua mentre estava a l'Inter de Milà. L'anunci va ser controvertit amb l'Església catòlica.

## Vandalisme
El 2010, va començar una restauració massiva de l'estàtua. Entre les obres s'inclouen la neteja, la substitució del morter i esteatita a l'exterior, la restauració del ferro en l'estructura interna i la impermeabilització del monument. Durant la remodelació, els vàndals van atacar l'estàtua, pintant un braç amb esprai. L'alcalde Eduardo Paes va qualificar l'acte com a «crim contra la nació». Els culpables van demanar perdó més tard i es van presentar a la policia.

## Restauració

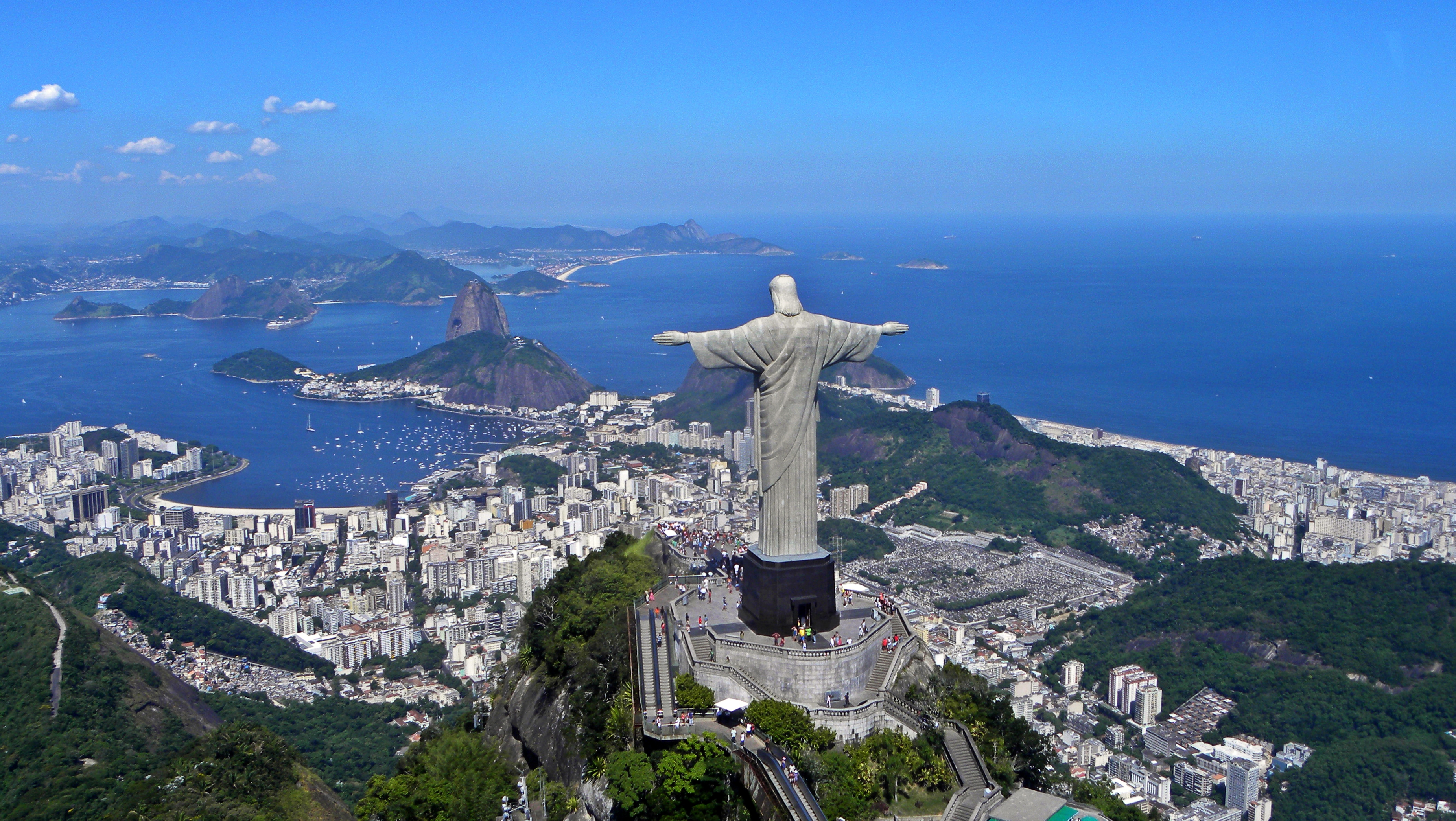
Una vista panoràmica de l'estàtua a la part superior de la muntanya Corcovado amb la muntanya Pão de Açúcar (centre) i la badia de Guanabara al fons.

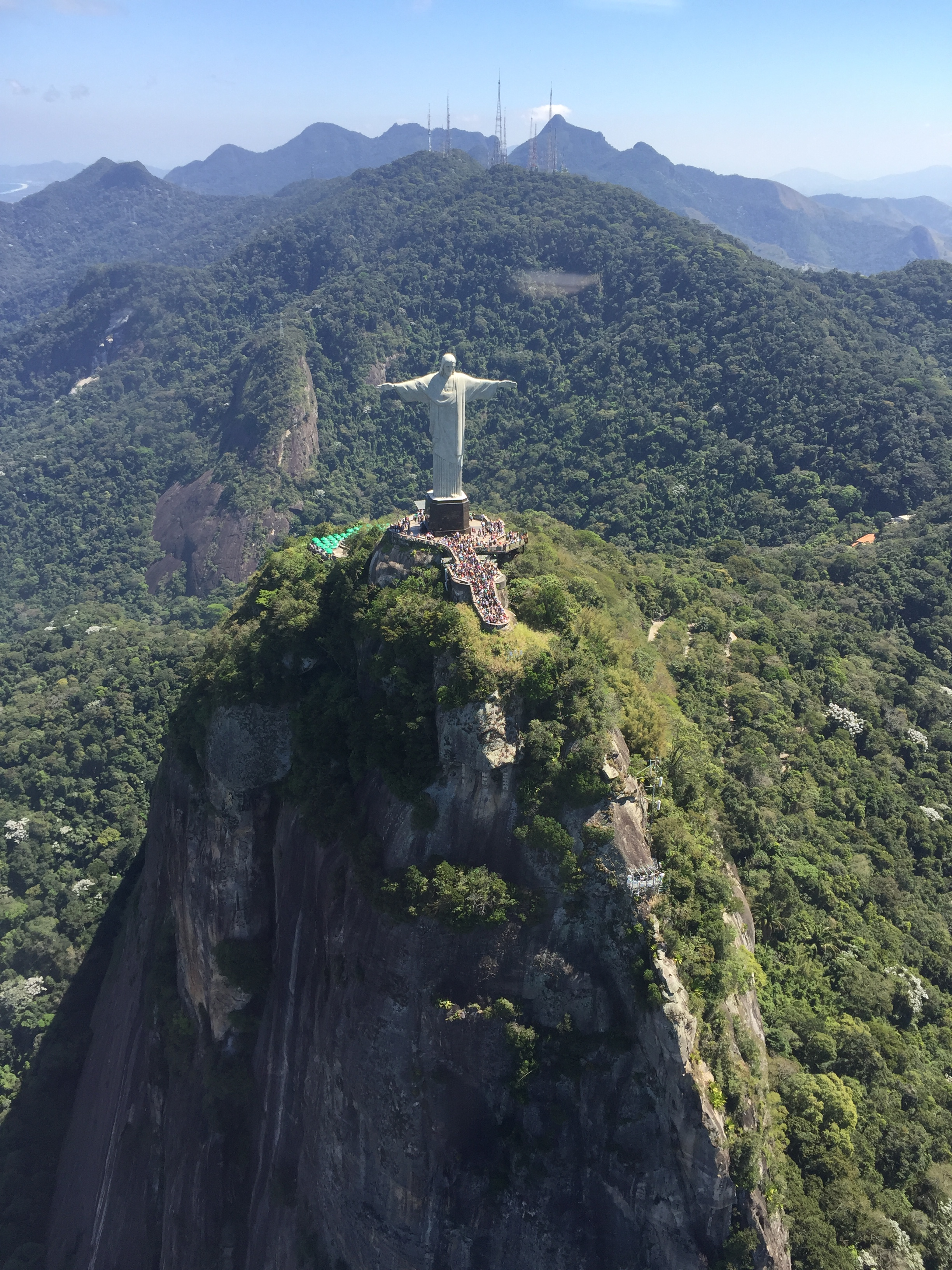
Crist el Redemptor vista aèria amb el Parc Nacional de TijuBo0

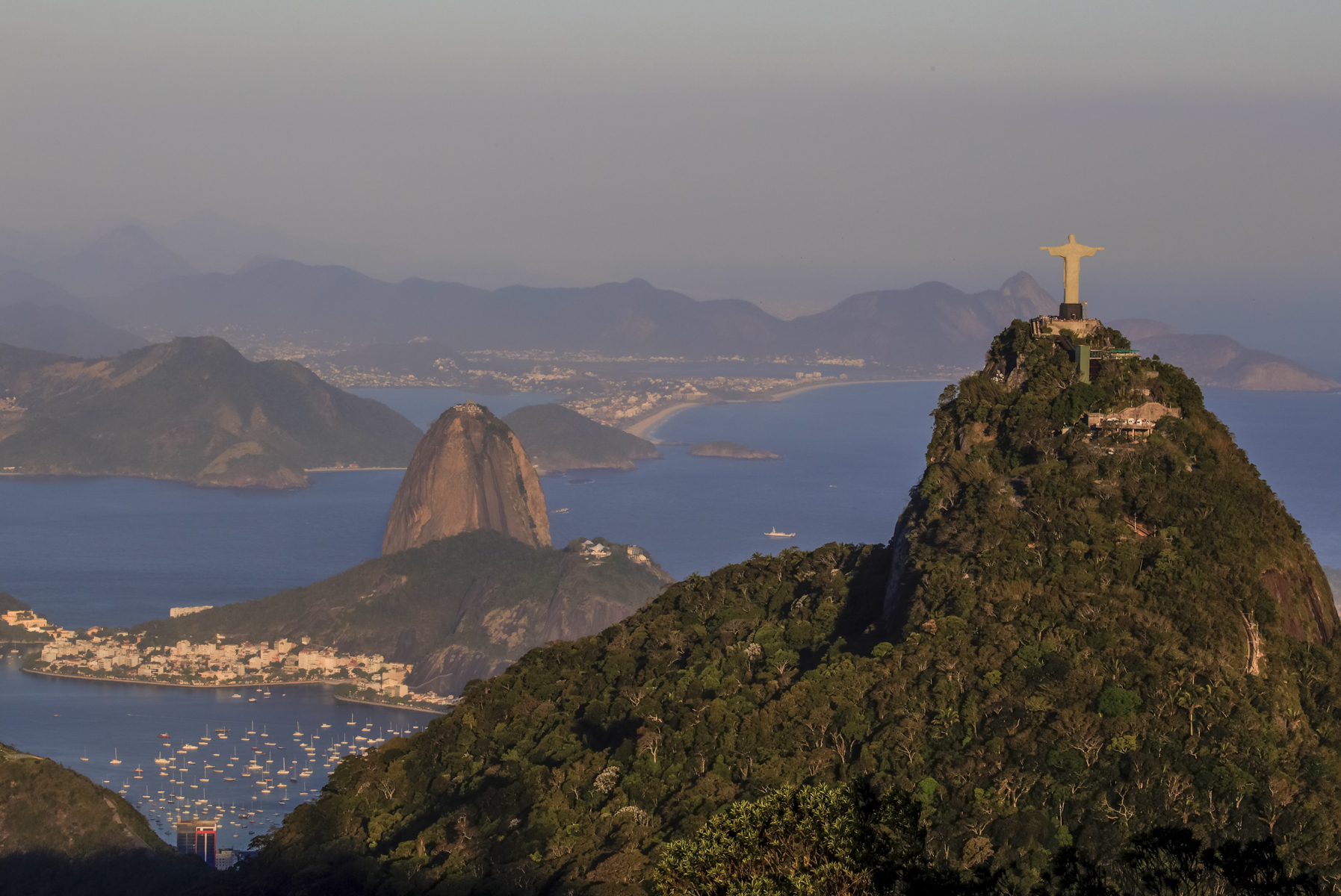
Crist el Redemptor al cim de Corcovado amb la muntanya Pão de Açúcar al fons

El 1990, diverses organitzacions, incloent l'arxidiòcesi de Rio de Janeiro, la companyia de mitjans de comunicació Grupo Globo, la companyia petroliera Shell do Brasil, el regulador ambiental IBAMA, l'Institut Nacional de Patrimoni Històric i Artístic, i el govern de la ciutat de Rio de Janeiro van signar un acord per dur a terme treballs de restauració.
Més treballs sobre l'estàtua i els seus voltants es van dur a terme el 2003 i principis de 2010. El 2003, es van instal·lar un conjunt d'escales mecàniques, passarel·les i ascensors per facilitar l'accés a la plataforma que envolta l'estàtua. La restauració de quatre mesos el 2010 es va centrar en la pròpia estàtua. L'estructura interna de l'estàtua va ser renovada i la seva coberta de mosaic de pedra de sabó va ser restaurada eliminant una escorça de fongs i altres microorganismes i reparant petites esquerdes. També es van reparar els parallamps situats al cap i als braços de l'estàtua, i es van instal·lar nous accessoris d'il·luminació al peu de l'estàtua.
La restauració va implicar cent persones i va utilitzar més de 60.000 peces de pedra preses de la mateixa pedrera que l'estàtua original. Durant la presentació de l'estàtua restaurada, es va il·luminar amb il·luminació verda i groga en suport de la selecció de futbol del Brasil que jugava a la Copa del Món de Futbol de 2010.
El treball de manteniment s'ha de realitzar periòdicament a causa dels forts vents i l'erosió a la qual s'exposa l'estàtua, així com els llamps. La pedra pàl·lida original ja no està disponible en quantitat suficient, i les pedres de reemplaçament són cada vegada més fosques en el to.

## Estructures similars
- Crist el Protector a Encantado, Rio Grande do Sul, Brasil (43 m)
- Crist Redemptor a Rio Verde, Goiás, Brasil
- Crist al Mont de Pitangui, Minas Gerais, Brasil
- Crist del Otero a Palència, Espanya construït el 1930 (21 m)
- Monument al Sagrat Cor de Jesús, a Oviedo, Espanya construït el 1980 (30 m)
- Cristo Rey, situat al Cerro del Cubilete a Guanajuato, Mèxic, inspirat en el Crist Redemptor de Rio (23 m)
- Cristo Rey a Tenancingo, Mèxic, Mèxic (30 m)
- Benedicció de Crist a Manado, Sulawesi del Nord, Indonèsia (30 m)
- Crist de l'Havana a l'Havana, Cuba, inspirat en Crist el Redemptor (20 m)
- Crist de l'abisme en diverses ubicacions submarines
- Crist dels Ozarks a Arkansas, Estats Units, inspirat en el Crist Redemptor de Rio (20 m)
- Crist de Vũng Tàu al Vietnam (32 m)
- Crist Rei a Świebodzin, Polònia (33 m)
- Crist Redemptor dels Andes (Argentina/Xile)
- Crist el Sagrat Cor de Jesús, Eivissa, Espanya, inspirat en Crist el Redemptor (23 m)
- Cristo Blanco a Cusco, Perú
- Crist de la Concordia a Cochabamba, Bolívia (34 m)
- Cristo de las Noas a Torreón, Mèxic (22 m)
- Crist del Pacífico a Lima, Perú, erigit el 2011 (37 m)
- Patung Yesus Kristus a l'illa de Mansinam, Papua Occidental, Indonèsia (30 m)[28]
- Cristo Redentore de Maratea, Itàlia (21 m)
- Cristo Rei a Almada, Portugal (28 m)
- Cristo Rei de Dili a Dili, Timor Oriental (27 m)
- Cristo Rei, Madeira a l'illa de Madeira, acabada el 1927 (15 m)
- Cristo Rei a Lubango, Angola (14 m)
- Estàtua de Cristo Luz a Balneário Camboriú, Santa Catarina, Brasil
- Estàtua de Jesucrist a la part superior del Temple Expiatori del Sagrat Cor, Barcelona
- Tas-Salvatur, Malta (12 m)
- Estàtua de Jesucrist, Monte Urgull, Donostia-San Sebastian, Espanya (12 m)
- Jesús de Greatest a Imo, Nigèria, l'estàtua més alta de Jesús d'Àfrica i la cinquena estàtua més alta del continent (8,53 m)
- Crist a El Picacho a Tegucigalpa, Hondures
- Cristo Redentor, Puerto Plata, República Dominicana
- Crist el Rei al Líban
- Una altra estàtua d'imitació de Crist Redemptor es troba a Nellore, Andhra Pradesh, Índia (Patil Sant)
- Imitació a St. Joseph Shrine, Vizhinjam, a prop de Thiruvananthapuram, Kerala, India
- Imitació a Ecopark, Calcuta, India[29]
- Crist el Redemptor de Malacca és a la plaça de l'assentament portuguès a Malaca, Malàisia (20' alt)
- Cristo Rey a Cali, Colòmbia (26 m)
- Cristo Rey d'Urbici Soler a Sunland Park, Nou Mèxic (8,83 m)
- Cristo Redentor a la província de Barranca, Regió de Lima, Perú
- Cristo Rey Tijuanense, a Iglesia de San Martín de Porres, prop de Colonia Los Álamos, Tijuana, Baixa Califòrnia, Mèxic (23 m 30 cm)